# Ґен Дін
Ґен Дін (кит. трад.: 庚丁; піньїнь: Geng Ding) або Кан Дін — правитель Китаю з династії Шан, брат і спадкоємець Лінь Сіня.
Правив близько 24 років. Його столицею було місто Їнь.